# Gojira
Gojira est un groupe français de metal, originaire d'Ondres, dans les Landes. Il est initialement formé en 1996 sous le nom de Godzilla, puis adopte le nom de Gojira en 2001. Le groupe est composé de quatre membres : Joseph Duplantier (chant et guitare) et son frère Mario Duplantier (batterie), Christian Andreu (guitare) et Jean-Michel Labadie (basse). Depuis sa formation, Gojira compte un total de sept albums studio et trois DVD live. Associé au death metal technique ainsi qu'au metal progressif, Gojira se distingue dans la scène metal par la sensibilité écologiste et spirituelle de leurs chansons.
Gojira fait paraître Terra Incognita (2001) puis The Link (2003), et connaît un succès parmi les amateurs du genre dès les tournées qui s'ensuivent. Il sera suivi par From Mars to Sirius (2005) où le groupe se révèle comme un des groupes les plus reconnus de la scène metal en France. En 2006, le groupe signe chez Prosthetic Records. Gojira s'exporte aux États-Unis, tournant avec des groupes comme Children of Bodom, Behemoth, Machine Head et Lamb of God. Le groupe fait paraître The Way of All Flesh (2008), marquant la première fois que Gojira se classe dans le Billboard 200. Le groupe commence ses premières tournées en tête d'affiche aux États-Unis ainsi qu'à jouer avec Metallica.
En 2011, Gojira signe avec Roadrunner Records. Le groupe fait paraître L'Enfant sauvage (2012) et un album plus concis, Magma (2016), atteignant respectivement la 34e et 24e places du Billboard 200. Le groupe s'impose alors comme un groupe de metal important sur la scène internationale. Dès sa parution, Fortitude (2021) est un succès majeur dans les classements des ventes d'albums dans le monde (tous genres), et est 12e sur le Billboard 200. Fortitude est l'album le plus vendu en copies physiques aux États-Unis lors de sa première semaine de ventes.
Gojira est le premier groupe français à arriver en tête du classement Billboard Hard Rock Albums. Le groupe est considéré comme l'une des exportations françaises les plus réussies aux États-Unis ; tous genres confondus. Au total, Gojira a reçu quatre nominations aux Grammy Awards dont une récompense. Celles-ci incluent Meilleur album rock pour Magma ainsi que Meilleure prestation metal pour les singles Silvera et Amazonia. Gojira remporte le Grammy Award 2025 de la Meilleure prestation metal pour le single hors album Mea Culpa (Ah! Ça ira!) interprété lors de la cérémonie d’ouverture des JO 2024 à Paris. Par conséquent, cela fait que Gojira est le tout premier groupe de metal dans le monde à performer lors d'une cérémonie d'ouverture des Jeux Olympiques, ce qui a valu une certaine controverse ayant fait polémique lors de cette dernière en nommant celle-ci de satanique et de révolution contre le monde.

## Histoire

### Débuts et premier album (1996–2002)
Joe Duplantier, 19 ans, chanteur et guitariste, et son frère Mario Duplantier, 14 ans, batteur, sont originaires d'Ondres dans le département des Landes, près de Bayonne. Ils décident de créer une formation death metal et recrutent Christian Andreu, 19 ans, guitariste. Le bassiste Alexandre Cornillon, un ami d’Andreu, les rejoint.
Le groupe se forme à Ondres en 1996 sous le nom de Godzilla. Ce nom s'inspire de la créature géante radioactive qui apparaît dans le film fantastique japonais du même nom datant de 1954.
Les quatre musiciens produisent plusieurs démos : Victim (1996), Possessed (1997), Saturate (1999) et Wisdom Comes (2000) et commencent à donner des concerts dans des festivals locaux. Dans ces premières démos, leur death metal associe des éléments provenant du thrash metal. En janvier 1998, Jean-Michel Labadie remplace Alex Cornillon comme bassiste du groupe. En 1998, le cinéaste Roland Emmerich réalise un remake controversé de Godzilla, qui impose au grand public une perception différente du fameux monstre. Emmerich en fait une marque déposée au niveau mondial. En septembre 1999, Godzilla joue en première partie de groupes tels que Cannibal Corpse, Edge of Sanity, Impaled Nazarene et Immortal. En raison de droits d'auteur, Godzilla adopte à partir de 2001 le nom de Gojira, qui est la prononciation japonaise du titre du film original.
En 2001, le groupe décide de produire leur premier album Terra Incognita. C'est en écoutant un album du groupe Watcha qu'ils ont trouvé bien enregistré, qu'ils ont l'idée de contacter le studio Impulse en Belgique,. Gojira finance son premier album en faisant une cagnotte et avec l'aide de leurs amis et de leurs familles. L'enregistrement se fait en 10 jours puis l'album est mixé pendant 5 jours par Stephan Kraemer. N'ayant pas de label ni de management, Gojira crée son propre label intitulé Gabriel Editions,. Son nouveau manager Richard Gamba, lui  permet une première distribution nationale avec la maison de disque Next Music. En mars 2001, Gojira fait paraître son premier album studio, Terra Incognita.
En 2002, Gojira achète une grange presque en ruine, dans la campagne et la rénove pendant deux ans pour en faire un studio d'enregistrement qu'ils vont baptiser Le Studio des Milans.

### The Link(2003–2005)
En septembre 2002, après avoir été en tournée pendant un an et demi, Gojira commence la réalisation de son deuxième album studio, The Link. Le groupe compose l'album en trois mois assez dans l'urgence ayant une date de sortie prévue en avril 2003. L'album est enregistré dans Le Studio des Milans, le studio que le groupe a finalisé. Gojira alterne donc pendant les phases de composition et de travaux dans leur studio, pour adapter la sonorisation au futur enregistrement. Le matériel nécessaire à l'enregistrement prend du retard à être livré, alors que la date de début d'enregistrement de l'album était déjà passée. Il est donc autoproduit à la hâte et est enregistré avec l'ingénieur live du groupe, Laurentx Etchemendy. Le mastering est fait à Paris dans le studio La Source.
Gojira fait paraître The Link le 18 avril 2003 en France via Next Music.
Un DVD d'un concert au Rock School Barbey de Bordeaux sort en mai 2004, nommé The Link Alive. En juillet 2004, Terra Incognita et The Link se sont vendus respectivement à 7 000 et 8 000 exemplaires depuis leur date de parution.
En 2005, le groupe quitte le label de ses débuts et signe avec Mon Slip, le label créé par le groupe Têtes Raides. Ils signent également chez la maison de disque Listenable Records en décembre 2004.

### From Mars to Sirius(2005-2008)

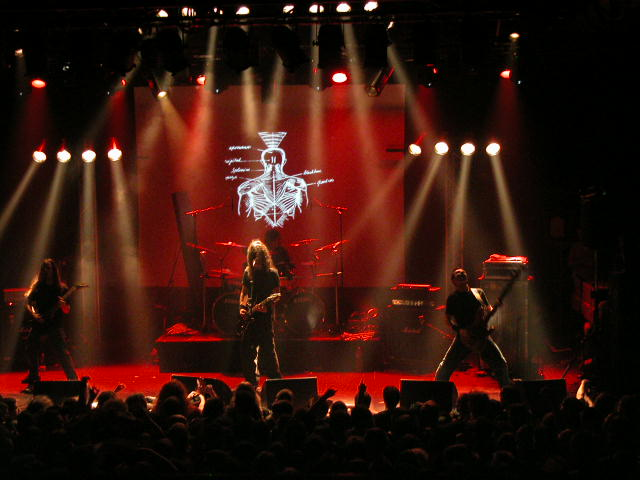
Gojira en concert à Nantes lors du Sirius Tour en octobre 2005.

La composition de leur troisième album dure sept mois et se voit marquée par une plus grande implication de Christian Andreu et Jean-Michel Labadie,. L'album est produit sous Gabriel Editions et est enregistré au Studio des Milans par Laurentx Etchemendy qui l'a également mixé avec Joe Duplantier et Jean-Michel Labadie. La batterie est enregistrée au studio Florida et le mastering se fait au studio La Source[source insuffisante].
Gojira fait paraître leur troisième album, From Mars to Sirius, le 27 septembre 2005, en Europe et aux États-Unis. Le groupe y développe la thématique de la préservation de l'environnement et y manifeste ouvertement ses opinions écologistes. À sa sortie, l'album est acclamé par les critiques,,, et reste à la 40e place des meilleurs albums français pendant une semaine. Gojira entame alors une tournée en Europe à partir de septembre 2005.
Début 2006, From Mars to Sirius s'est vendu à 13 000 exemplaires ; ce sont surtout les tournées qui les font vivre. Ils effectuent le parrainage du tremplin régional Class'EuRock[source secondaire souhaitée] en 2006 à Aix-en-Provence. Le 5 mai 2006, le groupe signe avec le label Prosthetic Records permettant ainsi la sortie de From Mars to Sirius via ce label le 22 août pour une diffusion globale en Amérique du Nord. En septembre 2006, l'album s'est vendu à plus de 20 000 exemplaires en France et à peu près autant à l'étranger.

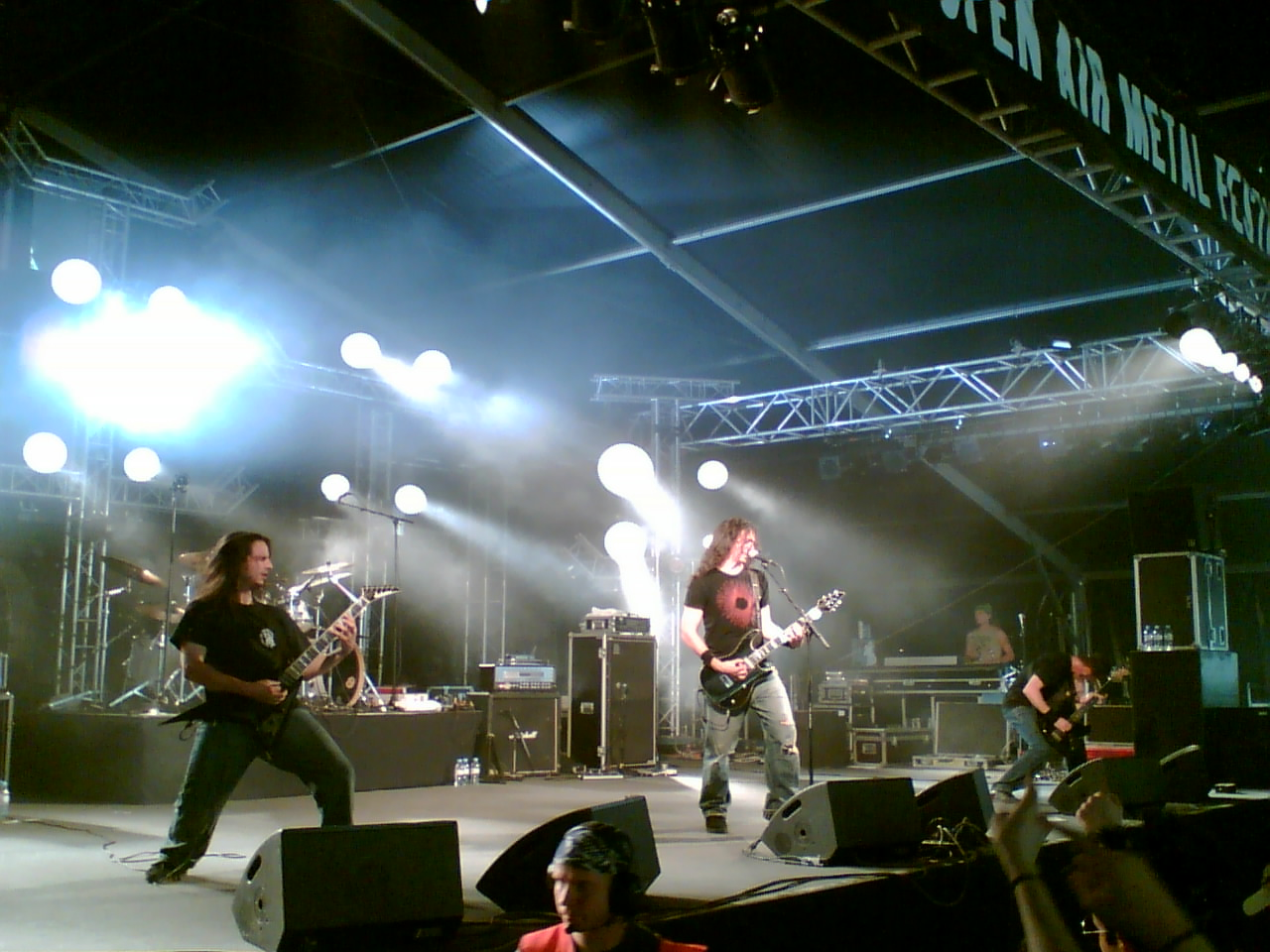
Gojira en concert au Tuska Open Air Metal Festival en 2006.

À la fin de 2006, Gojira accompagne Children of Bodom dans sa tournée américaine, et y fait la première partie aux côtés d'Amon Amarth et Sanctity. Gojira joue dans plusieurs festivals, dont le Download Festival (Donington Park, Angleterre), The Unholy Alliance Tour (avec Slayer en tête d'affiche, à Bercy, le 7 novembre 2006), après une longue tournée française de plus de cent dates, une tournée anglaise en octobre 2006. Il fait ensuite une tournée marathon aux États-Unis (avec Lamb of God, Machine Head et Trivium) et au Canada, en avril 2007.
En 2007, le groupe accompagne Trivium lors des dates au Royaume-Uni de leur tournée européenne, avec à nouveau Sanctity et Annihilator. La même année, ils repartent en tournée aux États-Unis en tant que première partie de Lamb of God, aux côtés de Trivium et Machine Head. Enfin, ils achèvent l'année par une participation au Radio Rebellion Tour qui se déroule à travers les États-Unis, du 18 octobre au 18 novembre 2007, aux côtés de groupes tels que Behemoth, Job for a Cowboy, ou encore Beneath the Massacre. En octobre 2007, Listenable Records réédite la démo Possessed de 1997 en édition limitée, ainsi que l'album The Link en version remastérisée et avec un nouveau livret.

### The Way of All Flesh(2008–2012)

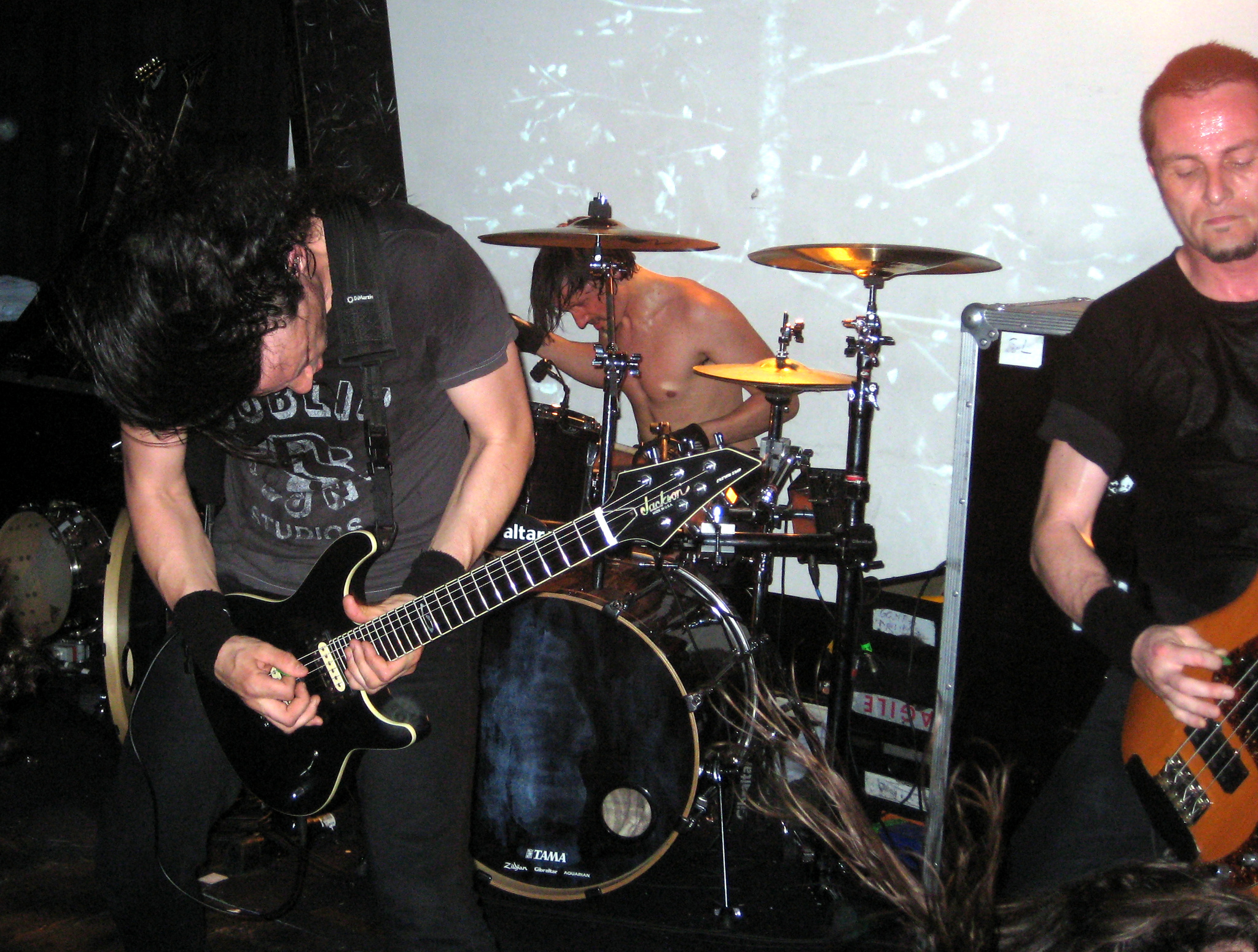
Gojira en concert à Francfort-sur-le-Main, 2009.

En novembre 2007, après deux ans de tournée, Gojira annonce commencer la composition de leur prochain album. The Way of All Flesh est composé en 4 mois entre novembre 2007 et mars 2008, le groupe n'arrivant pas à composer pendant les tournées. L'album est presque entièrement composé par Joe et Mario Duplantier, Labadie et Andreu ayant préféré se reposer à la suite des différentes tournées de Gojira. The Way of All Flesh parle de la vie, de la mort. « Le chemin de toute chair est tout ce que nous devons traverser jusqu'à la mort » déclare Joe Duplantier dans une interview. L'album ne renie pas l'identité du groupe, se caractérise par une plus grande influence du métal américain.
L'enregistrement a lieu entre avril et juin 2008 dans leur studio du sud de la France,. La batterie est enregistrée à Los Angeles par Logan Mader pendant qu'au studio des Milans, le reste du groupe se concentre sur le reste de l'album avec leur ingénieur son Laurentx Etchemendy avant que le tout soit mixé par Mader durant 2 semaines,.
Le 14 août 2008, Gojira ouvre pour la première fois un concert de Metallica, à Arras au Festival Rock où ils joueront pour la première fois Vacuity. Le 13 octobre 2008, Gojira fait paraître The Way of All Flesh via Listenable Records et le lendemain en Amérique du Nord via Prosthetic Records,.
The Way of All Flesh se retrouve no 138 sur le graphique du Billboard 200 et est vendu à plus de 4 200 exemplaires aux États-Unis au cours de sa première semaine de sortie. En France, l'album atteint la 28e place sur le graphique Top Albums, et 25e sur le graphique Suomen virallinen lista en Finlande. Il a atteint également la 21e place du tableau des albums indépendants du Billboard. En décembre, The Way of All Flesh se retrouve 5e sur la liste des 50 meilleurs albums 2008 de Metal Hammer, et est inclus dans la liste des dix meilleurs albums de métal de 2008 par LA Weekly.
Du 30 janvier 2009 au 21 février, Gojira fait une tournée en France avec Trepalium en ouverture, le groupe part ensuite en tournée au Royaume-Uni et en Irlande avec Pilgrimz en mars de la même année. Le 17 mars, Gojira annonce sa première tournée nord-américaine, où le groupe est tête d'affiche, qui a lieu durant le mois de mai 2009 avec les groupes The Chariot et Car Bomb. En juin, le groupe joue au Hellfest puis aux Eurockéennes de Belfort en juillet , à Sonisphere Festival à Barcelone, et d'autres festivals comme au Graspop Metal Meeting à Dessel. Le groupe est invité, en septembre et octobre 2009, par les californiens de Metallica pour assurer la première partie lors de la tournée américaine d'automne octobre 2009, en compagnie de Lamb of God.
En 2009, Gojira se classe 6e dans la liste du magazine L'Express : « Les 10 artistes français qui vendent le plus de disques aux USA » (via Bureau Export de la musique française à New-York).

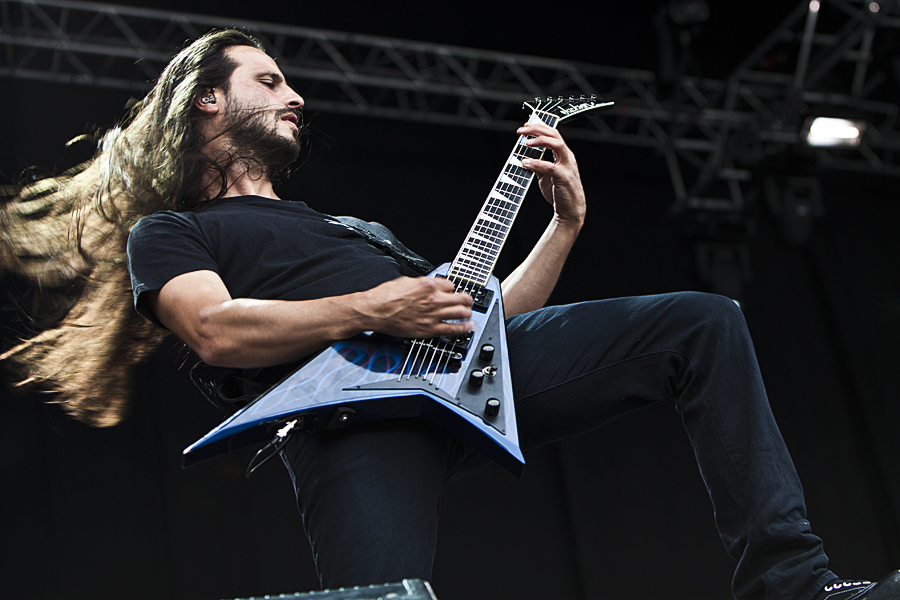
Christian Andreu en concert au Bergen Calling Festival, Norvège, 2011.

En 2010, Gojira joue au festival Wacken Open Air, en Allemagne, au côté du groupe japonais Nightmare, puis à Sélestat, au festival Léz'Arts Scéniques, le 30 juillet 2010. Après la tournée américaine, le groupe revient en France pour quelques concerts, puis commence une pause de six mois, invoquant la saturation après seulement « cinq jours de pause » depuis 2004. Le groupe est par ailleurs cité à l'Assemblée nationale par le député PS Patrick Roy. Le groupe joue aussi dans des festivals plus ou moins réputés, tels que le Bloodstock Open Air, le Norwegian Wood (en), le Cabaret Vert, le Hellfest ou, encore, à Nimègue (Pays-Bas), au stade Telenor Arena d'Oslo (Norvège), le Sonisphere Festival (en France, 8 juillet 2011) et au Soundwave Revolution en jouant pour la première fois en Australie.
Début novembre 2010, Gojira annonce son entrée en studio à Los Angeles pour l'enregistrement d'un EP quatre titres dont le produit profite à l'association Sea Shepherd Conservation Society, une organisation anti-chasse à la baleine. Intitulé Sea Shepherd EP et produit par Logan Mader, il comporte des apparitions de Devin Townsend, Randy Blythe (Lamb of God), Max Cavalera (Sepultura, Soulfly, Cavalera Conspiracy), Brent Hinds (Mastodon), Fredrik Thordendal (Meshuggah), et Anders Fridén (In Flames).
En mai 2011, en avant-première de l'EP, Gojira fait paraître un titre intitulé Of Blood and Salt apparaissant sur un album CD sampler Metal Hammer (UK). L'EP est initialement prévu pour une sortie entre août et septembre 2011.
En octobre 2011, Gojira annonce que le Sea Shepherd EP n'a pas encore vu de sortie car le disque dur contenant les enregistrements s'est écrasé. En novembre 2011, le groupe signe avec le label Roadrunner Records.

### L'Enfant sauvage(2012–2015)

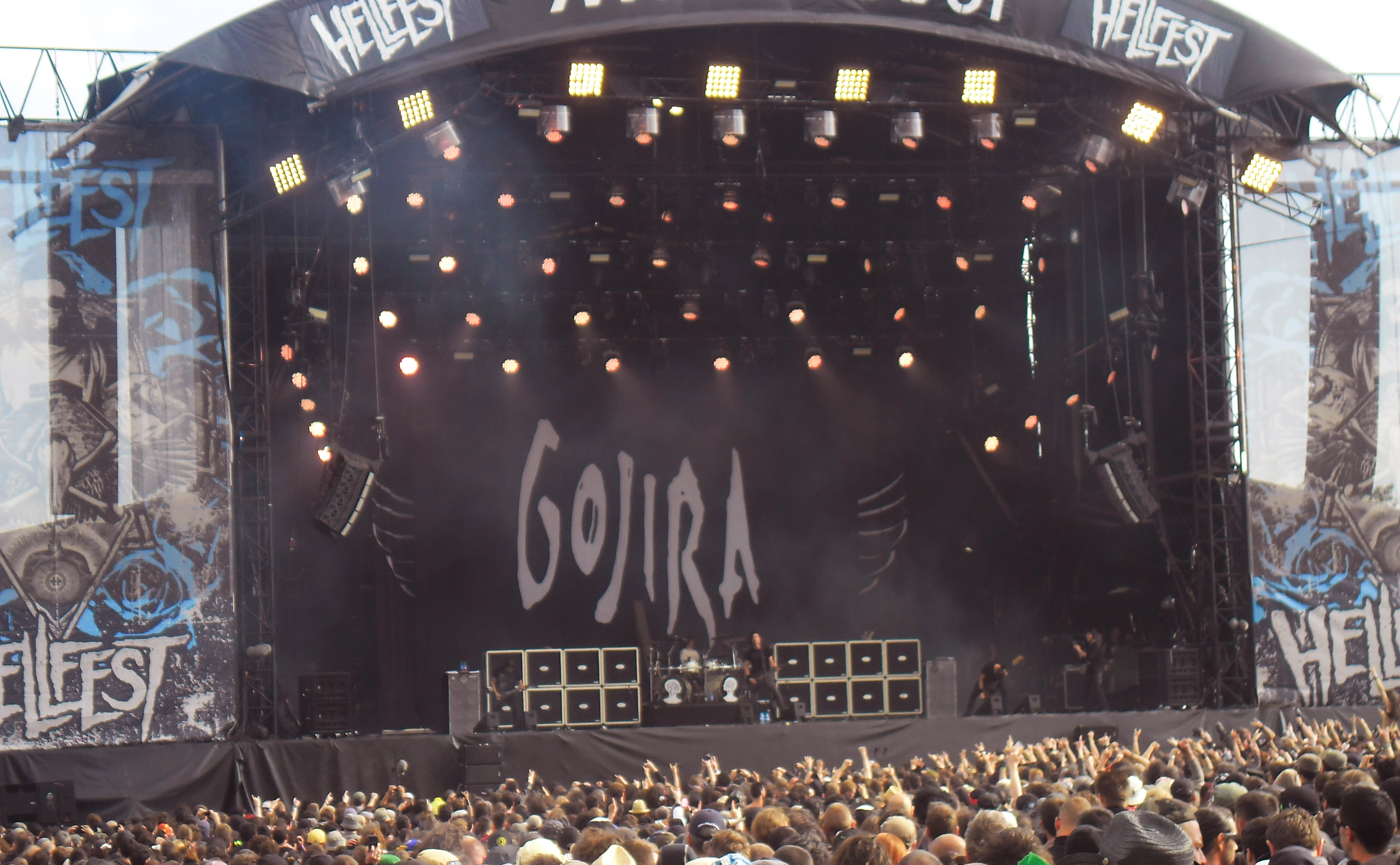
Gojira au Hellfest 2013.

Le 12 mai 2012, Gojira joue en première partie de Metallica au Stade de France au cours du « European Black Album Tour »,. Le concert de Gojira est mesuré à 120 décibels dans les couloirs des coulisses du stade, établissant le record sonore du Stade de France,. En mai, Gojira joue au Festival Sonisphère avec Metallica, en Suisse, en Finlande et en Pologne. Gojira joue également avec Slayer le 27 mai à Toulouse et le 29 mai à Clermont-Ferrand. Le 4 juin 2012, le groupe sort via Mascot Label, un DVD / Blu-ray du nom de The Flesh Alive avec deux disques live tourné à Marmande lors du Garorock Show le 4 avril 2009, au festival des Vieilles Charrues le 17 juillet 2010 et à Bordeaux au Rock School Barbey le 9 février 2009. Ainsi qu'un deuxième disque racontant la réalisation de l'album The Way of All Flesh sorti en 2008. Le DVD se retrouve 13e au palmarès Top DVD Music Videos.
En juin 2012, Gojira fait paraître leur cinquième album, L'Enfant sauvage, via Roadrunner Records pour une distribution mondiale. L'album atteint la 34e position du Billboard 200, se vendant à 11 000 exemplaires aux États-Unis au cours de sa première semaine de sortie. L'Enfant Sauvage gagne 104 places par rapport au classement de la première semaine de The Way of All Flesh. Il atteint la 9e place du graphique Billboard Tastemaker Albums. L'album entre dans le Top 40 au classement des albums dans six pays européens, occupant la 11e place en France pendant une semaine, restant dans le classement pendant six semaines.
En juin 2013, Gojira joue une nouvelle fois au Hellfest, ainsi qu'au Wacken Open Air, en août 2013. À cette époque, Joe Duplantier vit depuis un an à New York, alors que son frère Mario, Jean-Michel Labadie et Christian Andreu demeurent dans le sud-ouest de la France. Labadie dit, « c'est un nouveau départ pour nous », ajoutant, « il est vraiment heureux de vivre aux États-Unis […] sa mère est américaine ».
En novembre 2014, Joe Duplantier commence la construction de son studio d'enregistrement à Ridgewood (Queens), New York. Nommé Silver Cord Studio, c'est dorénavant là-bas que seront produits les albums de Gojira. Son frère le rejoint et s'installe à New York.
Début avril 2015, la santé de la mère des frères Duplantier se dégrade ; le groupe suspend l'enregistrement de leur sixième album au Silver Cord Studio. Les deux frères retournent en France. Le Silver Cord Studio s'ouvre également à d'autres groupes le 6 juin 2015. Le 5 juillet 2015, Patricia Rosa Duplantier meurt des suites du cancer. De retour en studio après une tournée différée, le groupe reprend en totalité son album et adopte une ligne nouvelle dans les textes et le chant clair utilisé plus largement. Le 28 aout 2015, Mario Duplantier annonce qu'ils finissent l'enregistrement du prochain album.

### Magma(2016–2021)

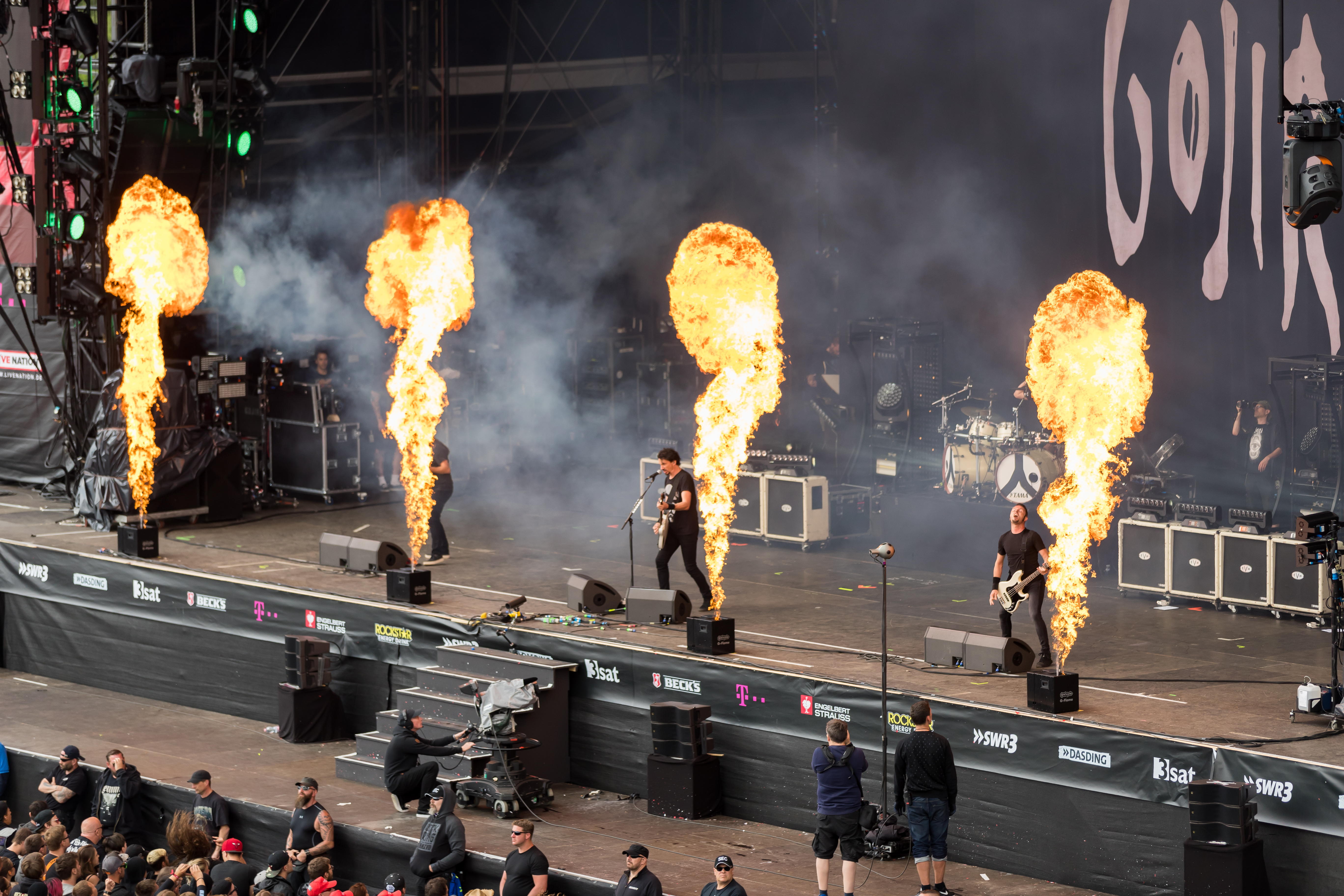
Gojira se produisant au Rock am Ring en Allemagne en 2017.

Le 17 juin 2016, Gojira fait paraître leur sixième album, Magma, via Roadrunner Records. En juin 2016, dans une interview accordée à The Independent, l'auteur Remfry Dedman dit : « avec Magma, Gojira propose un disque qui va sceller son statut légendaire de pionnier du métal progressif moderne du XXIe siècle ». L'album débute à la 24e place du Billboard 200 et se vend à 17 000 exemplaires au cours de sa première semaine de sortie aux États-Unis, marquant la progression la plus importante du groupe, tant au niveau du classement que des ventes, depuis le début de sa carrière. Magma se hisse en tête du Billboard Hard Rock Albums, établissant le premier groupe français à occuper la première place de ce classement américain. Magma entre dans le Top 40 au classement des albums dans douze pays européens—incluant le Top 10 en France, Finlande, Norvège, Autriche, Finlande et Suisse.
Une nouvelle tournée est entamée pour la promotion de l'album à partir du 28 mai 2016 : festivals en Europe et Amérique du Nord. La promotion se poursuit à l'automne par une tournée américaine puis européenne (Royaume-Uni, Allemagne, Italie, etc.). Le groupe souhaite retrouver une tournée en France fournie qui s'effectue au printemps 2017, celle-ci est marquée par un premier passage à l'Olympia. Le 12 septembre 2016, le magazine anglais Metal Hammer cite le groupe dans son top 10 des meilleurs groupes de metal français.

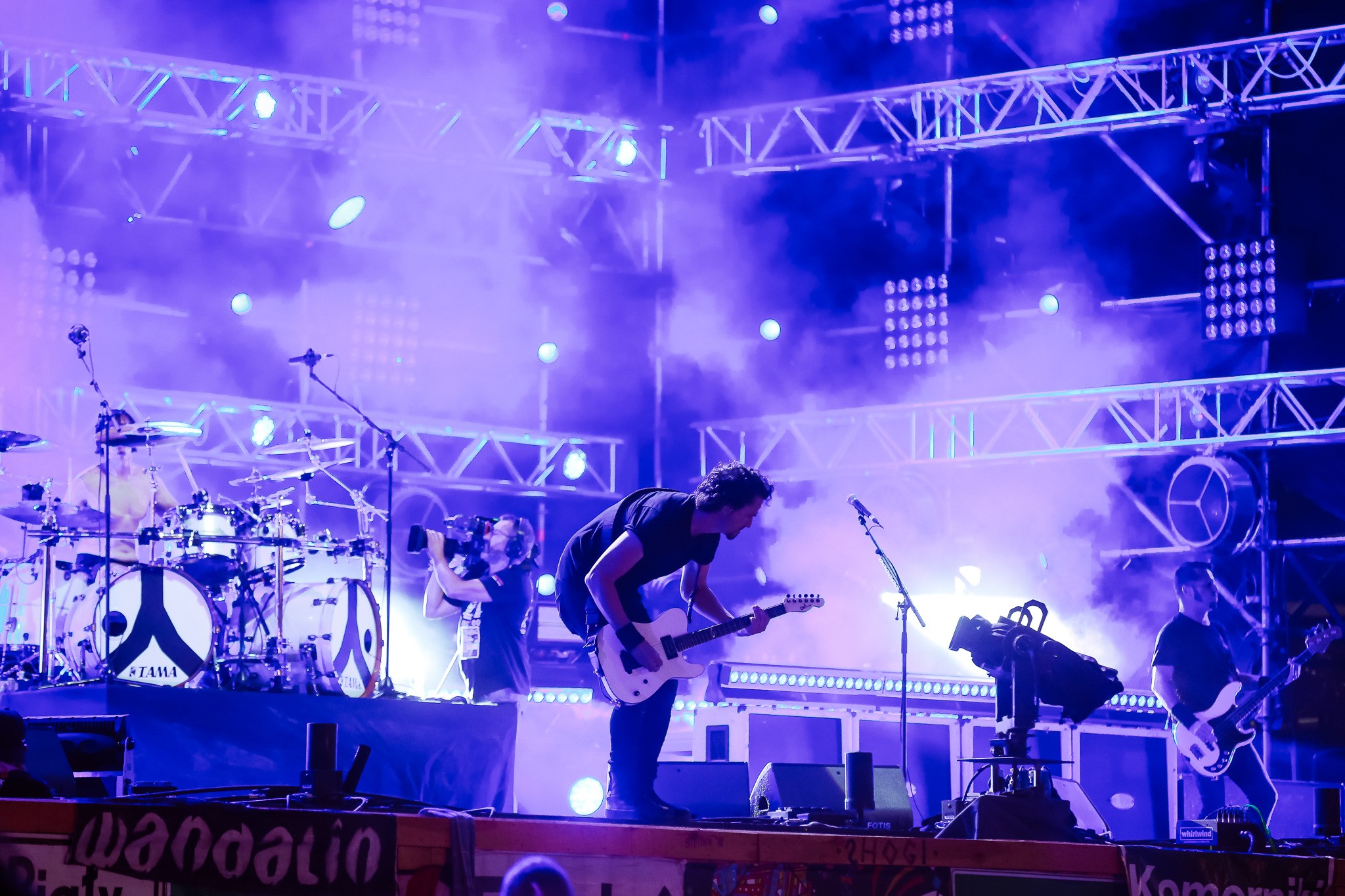
Gojira en concert au Pol'and'Rock Festival en 2018.

Magma se vend à 400 000 copies dans le monde dans les six premiers mois suivant sa parution, En 2016, Gojira aura effectué dix-sept tournées aux États-Unis depuis son introduction sur le territoire américain,. En août 2016, Gojira est l'une des plus grandes exportations françaises aux États-Unis dans la catégorie rock.
En 2017, les médias français s'accordent à publier que Gojira est le premier groupe de metal français à atteindre le statut international,. Le 12 février 2017, Gojira est nommé pour deux Grammy Awards,. L'album Magma est nommé pour le Meilleur album rock et son deuxième single Silvera est nommé pour la Meilleure prestation metal lors de la 59e cérémonie des Grammy Awards se tenant au Staples Center de Los Angeles,. Le 12 juin 2017, Magma remporte le prix du meilleur album aux Metal Hammer Golden Gods Awards.
Début 2018, Gojira est élevé au statut de tête d'affiche en Europe. Il s'ensuit une succession de festivals en tête d'affiche, notamment au Tuska Open Air Metal Festival et Bloodstock Open Air,. À la suite de leur performance au Bloodstock festival, Luke Morton de Metal Hammer magazine dit que « Gojira en tête d'affiche au Bloodstock est un triomphe pour le métal », ajoutant que « Gojira se sont cimentés comme l'un des meilleurs groupes de métal au monde ».

### Fortitude(depuis 2021)

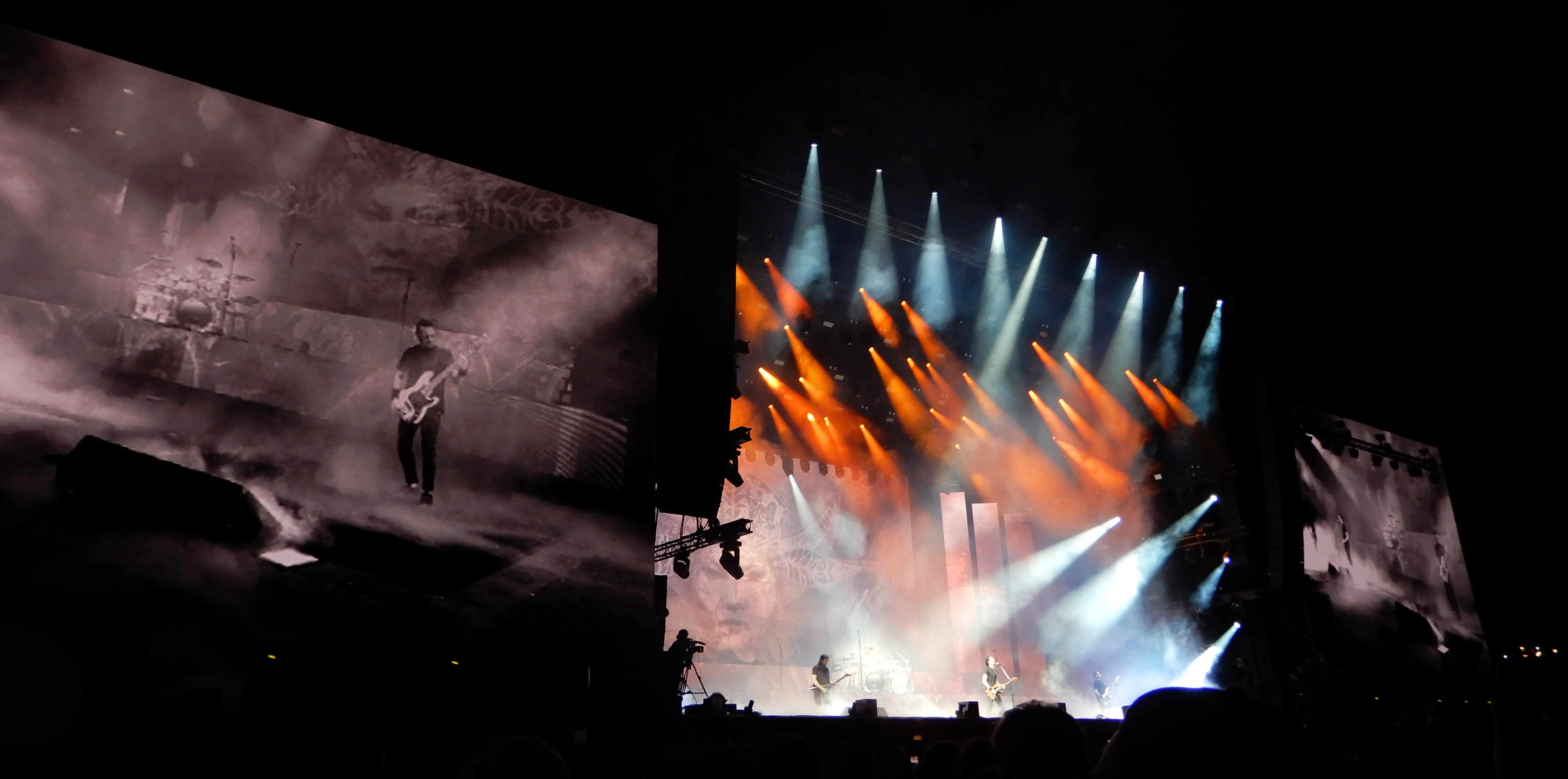
Gojira au Hellfest 2022.

La production de Fortitude commence début 2018 avec une sortie initialement prévue le 20 juin 2020,. L'album est enregistré au Silver Cord Studio dans le Queens à New York et est mixé par le producteur Andy Wallace, qui devait « prendre sa retraite » et a fait une « exception pour le groupe ». Le mixage devait débuter le 16 mars 2020 avant qu'Andy Wallace n'annule la session à cause de la pandémie de Covid-19.
Le 5 août 2020, le premier single Another World de leur 7e album, intitulé Fortitude, est accompagné d'un clip inspiré de La Planète des singes. Another World est la première apparition d'une de leur chanson dans un classement du Billboard. Le single débute à la 12e place des ventes des chansons Hard Rock en streaming et atteint la 25e place du classement multi-métrique Hot Hard Rock Songs.
Le 17 février 2021 est annoncé sur les réseaux sociaux de Gojira la sortie de leur prochain album Fortitude, dont la sortie est prévue le 30 avril 2021. Le même jour est rendu public la liste des morceaux et le deuxième single de l'album : Born For One Thing. Joseph Duplantier explique dans une interview que ce single sera le « morceau d'ouverture aux futurs concerts ». Un mois plus tard, le 26 mars, c'est au tour du titre Amazonia d'être dévoilé au public,, single qui fait « directement référence à Sepultura ». Le morceau a des paroles engagées, traitant de la déforestation et des différents peuples d'Amazonie. En parallèle, Gojira lance deux initiatives de collecte de fonds pour l’ONG Articulation des peuples indigènes du Brésil, en reversant les recettes générées par Amazonia et en lançant une vente aux enchères sur la plateforme Propeller. Différents objets sont mis aux enchères avec notamment la participation de Robert Trujillo de Metallica et sa femme Chloe Trujillo, Eloy Casagrande de Sepultura ou encore Randy Blythe de Lamb of God,. Le 12 avril, le titre Into the Storm sort sur les réseaux sociaux, sans aucune annonce préalable. Il est accompagné d'une vidéo sur YouTube où l'on peut y lire les paroles invitant à la désobéissance civile.
Le 30 avril 2021, Gojira fait paraître Fortitude via Roadrunner Records, et clôt sa collecte de fonds qui a quadruplé son objectif initial de 75 000 dollars, atteignant plus de 300 000 dollars. L'album se place directement à la première place du classement américain des ventes d'albums tous genres d'ITunes. Le 1er mai 2021, l'album se positionne à la 15e place du classement mondial des ventes d'albums d'Apple Music (entre Taylor Swift et Billie Eilish). Fortitude reste à la première place du classement mondial des ventes d'albums tous genres d'iTunes pendant quatre jours consécutifs. Fortitude atteint son pic à la 12e place du Billboard 200,. L'album atteint la première place des graphiques du Billboard Top Rock Albums et Tastemaker Albums, et Gojira domine une deuxième fois le graphique du Billboard Hard Rock Albums. Fortitude se place no 1 sur le graphique Rock & Metal Albums du Royaume-Uni et le groupe fait également un « impact sur les graphiques » en Europe avec de nombreux top cinq et top dix, ainsi qu'en Australie,. Fortitude arrive no 1 des ventes du Billboard Top Album et Top Current Albums Sales avec 27 372 « album-equivalent unit » (méthode de calcul incluant ventes physiques et numériques) dont 24 104 exemplaires sont des ventes pures d'albums, devenant ainsi l'album le plus vendu en copies pures aux États-Unis lors de sa première semaine de ventes,.
L'album exhorte l'humanité à « imaginer un monde nouveau et à le concrétiser ». Son nom, Fortitude, a été choisi avant la pandémie de Covid-19, et signifie « la force dans l’adversité » et « la résilience en temps difficiles ». Gojira commence sa tournée américaine en tête d'affiche, le 24 septembre 2021. Leur tournée européenne a lieu de janvier 2022 à mars 2022, cependant, certaines dates sont repoussées à juillet ou en 2023 à cause des restrictions dues à la pandémie de Covid-19,. En mai 2022, le groupe annonce que Christian Andreu ne jouera pas pour le reste de la tournée nord-américaine afin qu'il puisse rentrer chez lui pour être avec son nouveau-né. Afin de le remplacer, est annoncé le 17 mai, le recrutement temporaire de Aldrick Guadagnino du groupe français Klone, pour les dates restantes.
Le 3 avril 2022, Gojira est nommé à la 64e cérémonie des Grammy Awards dans la catégorie Meilleure prestation metal pour son single, Amazonia. Gojira fait la une du troisième jour du Hellfest Summer Open Air le 19 juin 2022, se produisant devant une foule de 60 000 personnes,. Le groupe fait une tournée de 4 dates en Amérique du Sud, y compris des performances à la Movistar Arena et à la Luna Park Arena. Le 13 octobre 2022, Gojira dévoile un nouveau single, Our Time Is Now. Joe Duplantier déclare à propos de ce nouveau morceau : « Cette chanson s’adresse à tous les combattants qui apportent de la lumière dans un monde sombre. Si vous vous souciez de quelque chose de significatif pour vous et votre communauté. Si vous défendez une cause, si vous faites preuve de compassion et de solidarité envers ceux dont les droits sont bafoués, si vous êtes en guerre pour défendre vos droits inhérents ou si vous luttez contre la déforestation, si vous défendez les droits des animaux, les droits de l'homme, vous êtes l’éclair, l’étincelle qui façonnera notre monde. Votre heure est venue ! Notre heure est venue ! ». Our Time Is Now est également présent dans la bande-son du jeu vidéo d'EA Sports, NHL 23,.
Le 26 juillet 2024, le groupe, associé à la chanteuse lyrique Marina Viotti, effectue une version du chant révolutionnaire Ah ! ça ira lors de la cérémonie d'ouverture des Jeux olympiques d'été de 2024, se tenant sur la façade de la Conciergerie de Paris. Le single promotionel du groupe, Mea Culpa (Ah! Ça ira), débute à la première place du graphique Billboard Hard Rock Digital Song Sales (en) la deuxième semaine de septembre 2024, enregistrant leur première chanson no 1 aux États-Unis. La collaboration de Marina Viotti et Victor Le Masne sur le titre les amène tous deux pour la première fois au sommet d'un graphique américain. Mea Culpa (Ah! Ça ira) se classe au dessus de The Emptiness Machine de Linkin Park durant cette semaine. La chanson est présélectionnée pour la 67e cérémonie des Grammy Awards dans la catégorie Meilleure prestation metal se tenant à la Crypto.com Arena (Staples Center) de Los Angeles le 2 février 2025. Le groupe remporte alors son premier Grammy Award avec Marina Viotti et Victor Le Masne dans la catégorie Meilleure prestation metal.

## Participations
Joseph et Mario Duplantier jouent aussi dans le groupe Empalot, inactif depuis 2003. Joseph Duplantier, le chanteur-guitariste, a fait partie du projet des frères Cavalera (ex-Sepultura, Soulfly), nommé Cavalera Conspiracy à ses débuts.
Joseph Duplantier participe à un des titres du groupe toulousain Manimal. Dead Meat, sur l'album Eros et Thanatos, lors de l'enregistrement du DVD Live. Il fait également une apparition aux côtés du groupe français Klone, sur la chanson All Seeing Eye de l'album éponyme de 2007. Il participe à un morceau Bring them to Light d'Apocalyptica sur l'album 7th Symphony, sous le titre . Il joue sur le titre La Terre Dolente, de l'album Demi-Deuil, du groupe gersois Aygghon, sorti en septembre 2006. Il est aussi sur le titre Muscle, de l'album For Death, Glory And the End of the World, du groupe suisse Kruger, sorti en 2009. En 2021, on le retrouve sur le titre Crossed, de l'album Heavy Steps, du groupe Comeback Kid.
On peut le retrouver sur un titre de l'album de Mypollux, Coffre à souhaits, où il chante en français, un fait rare (avec Gojira, il cite quelques vers tirés du poème Rêve Parisien, de Charles Baudelaire - en français donc - dans le morceau On The B.O.T.A., de l'album Terra Incognita, et chante deux vers en français dans la chanson Low Lands de l'album Magma : « Par delà le ciel, par delà le soleil »).

## Style musical et thèmes
La musique de Gojira se rapproche de certains groupes comme Death, Morbid Angel, Meshuggah (seulement au niveau des contretemps bien particuliers) ou encore Tool. Les paroles de Gojira ont comme principaux sujets la vie, la mort, la spiritualité, le corps humain, l'amour et la nature, conçus comme formant un tout connecté (voir la chanson The Link, ou le titre Connected). La pochette de l'album représente un homme recroquevillé sur lui-même et qui symbolise l'introspection.
On y décèle de nombreux clins d’œil aux musiques et à la philosophie indienne, au vocabulaire de l’hindouisme et du yoga :
- les introductions de The Link et The Art Of Dying contiennent des mantras tibétains ;
- des morceaux comme 5 988 Trillions de Tonnes et Connected utilisent un xylophone en bambou ;
- les chansons Yama's Messengers et The Mouth Of Kâla renvoient directement à des divinités de la mythologie hindoue ;
- dans les chansons Backbone et Oroborus le « Serpent de Lumière » (énergie qui « remonte le long de la colonne vertébrale ») réfère au Kundalini, dans la tradition du yoga ;
- la chanson Vacuity fait référence à la sunyata (vacuité) dont le symbole est l'Ensō. Ce calligraphe circulaire fait également penser à l’Ouroboros présent sur la pochette de l'album The Way Of All Flesh ;
- la chanson Delivrance réfère à la Moksha (délivrance), la fin des cycles de réincarnation dans la tradition bouddhiste ;
- la chanson Pain is a Master peut faire référence aux quatre nobles vérités du Bouddha, et notamment la première, Dukkha (« douleur » en sanskrit), selon laquelle l'existence est fondamentalement souffrance et peut prendre fin par un travail sur soi (méditation, abandon des désirs, etc.) amenant à la délivrance (Moksha) ;
- dans la chanson Over The Flows qui décrit un temps de méditation (« Over the flows, I take my time, […] I want to dive in the sky deep inside of me »), « flows » peut faire référence au « courant » (ou flot), le sotapanna ou srotāpanna, signifiant, en sanskrit, « l'entrée dans le courant », correspondant à la sortie du samsara (les cycles de réincarnation) ;
- les chansons Inward (« vers l'intérieur ») et In the Forest décrivent également des temps de méditation ;
- le morceau The Silver Cord fait référence au cordon d'argent, croyance ésotérique en lien avec le voyage astral, thème abordé notamment dans la chanson To Sirius ;
- le morceau Torii, comme son nom l'indique, fait référence au Torii japonais, portail séparant le monde physique du monde spirituel.

Dans une interview, Joe Duplantier compare la musique du groupe aux rituels tibétains permettant l'expression des démons intérieurs. Plusieurs titres, comme Esoteric Surgery, Adoration for None et L'Enfant sauvage soutiennent l'idée que l'Homme est seul maître de son destin, capable par la force de sa volonté de se suffire à lui-même pour se guérir — au moins psychologiquement — et accéder à la plénitude (par exemple dans Esoteric Surgery : « You have the power to heal yourself » et dans Adoration for None : « Nature is my only master […] now I decide to grab my life with my hands / Crave for freedom build my own life »).
L'investissement écologique du groupe se lit dans de nombreuses chansons (Global Warming, Toxic Garbage Island). Le groupe est également fervent défenseur de l'association Sea Shepherd.
Dans la chanson The Chant, issue de l'album Fortitude, Gojira dénonce également le génocide culturel Tibétain perpétré par la république populaire de Chine depuis son invasion en 1949.

## Membres

### Membres actuels
- Joseph Duplantier – chant, guitare (depuis 1996)
- Mario Duplantier – batterie (depuis 1996)
- Christian Andreu – guitare (depuis 1996)
- Jean-Michel Labadie – basse (depuis 1998)

### Ancien membre
- Alexandre Cornillon – basse (1996-1998)

## Discographie

### Albums studio
- 2001 : Terra Incognita
- 2003 : The Link
- 2005 : From Mars to Sirius
- 2008 : The Way of All Flesh
- 2012 : L'Enfant sauvage
- 2016 : Magma
- 2021 : Fortitude

### Démos
- 1996 : Victim (sous Godzilla)
- 1997 : Possessed (sous Godzilla)
- 1999 : Saturate (sous Godzilla)
- 2000 : Wisdom Comes (sous Godzilla)

### Albums live
- 2004 : The Link Alive
- 2012 : The Flesh Alive
- 2014 : Les enfants sauvages

## Vidéographie
- 1999 : Deliverance, tiré de la démo Saturate, présent sur le DVD The Link Alive ;
- 2001 : Love, tiré de l'album Terra Incognita, présent sur le DVD The Link Alive ;
- 2005 : To Sirius, tiré de l'album From Mars to Sirius ;
- 2006 : Flying Whales, tiré de l'album From Mars to Sirius, présent sur le DVD Class'EuRock 2006 ;
- 2008 : Vacuity, tiré de l'album The Way of All Flesh ;
- 2009 : All the tears, tiré de l'album The Way of All Flesh, réalisé par Jossie Malis ;
- 2012 : L'enfant sauvage, tiré de l'album éponyme ;
- 2012 : Explosia, tiré de l'album L'enfant sauvage, composé d'images filmées durant le concert à New York durant la tournée américaine de 2012 ;
- 2014 : Born In Winter, tiré de l'album L'enfant sauvage, réalisé par Jossie Malis ;
- 2016 : Stranded, en avant première tiré de l'album Magma, réalisé par Vincent Caldoni ;
- 2016 : Silvera, en avant première tiré de l'album Magma, réalisé par Drew Cox ;
- 2016 : Low lands, tiré de l'album Magma, réalisé par Alain Duplantier ;
- 2016 : The Shooting Star, tiré de l'album Magma, réalisé par Markus Hofko ;
- 2017 : The Cell, tiré de l'album Magma, réalisé par Drew Cox ;
- 2018 : Global Warming, tiré de l'album From Mars to Sirius ;
- 2020 : Another World, tiré de l'album Fortitude, réalisé par Maxime Tiberhien et Sylvain Favre ;
- 2021 : Born For One Thing, tiré de l'album Fortitude, réalisé par Charles De Meyer ;
- 2021 : Amazonia, tiré de l'album Fortitude, réalisé par Charles De Meyer ;

## Distinctions

### Drumeo Awards
| Année | Travail nommé    | Catégorie                                                          | Résultat |
| ----- | ---------------- | ------------------------------------------------------------------ | -------- |
| 2021  | Mario Duplantier | Enregistrement de batterie de l'année                              | Lauréat  |
| 2021  | Mario Duplantier | Prix de la performance de l'année Pour Cyclone (solo de batterie). | Lauréat  |

### EpiphoneRevolverMusic Awards
| Année | Travail nommé    | Catégorie            | Résultat   |
| ----- | ---------------- | -------------------- | ---------- |
| 2013  | L'Enfant Sauvage | Album de l'année     | Nomination |
| 2013  | Mario Duplantier | Meilleur batteur     | Nomination |
| 2016  | Silvera          | Meilleur film/vidéo, | Lauréat    |

### GAFFA Awards (Danemark)
| Année | Travail nommé | Catégorie                        | Résultat   |
| ----- | ------------- | -------------------------------- | ---------- |
| 2022  | Fortitude     | Sortie internationale de l'année | Nomination |

### Grammy Awards
| Année | Travail nommé                                                 | Catégorie                  | Résultat   |
| ----- | ------------------------------------------------------------- | -------------------------- | ---------- |
| 2017  | Silvera                                                       | Meilleure prestation metal | Nomination |
| 2017  | Magma                                                         | Meilleur album rock        | Nomination |
| 2022  | Amazonia                                                      | Meilleure prestation metal | Nomination |
| 2025  | Mea Culpa (Ah! Ça ira!) Avec Marina Viotti et Victor Le Masne | Meilleure prestation metal | Lauréat    |

### Heavy Music Awards
| Année | Travail nommé | Catégorie                     | Résultat |
| ----- | ------------- | ----------------------------- | -------- |
| 2017  | Gojira        | Meilleur groupe international | Lauréat  |
| 2018  | Gojira        | Meilleur groupe en concert    | Lauréat  |

### Loudwire Music Awards
| Année | Travail nommé    | Catégorie                           | Résultat   |
| ----- | ---------------- | ----------------------------------- | ---------- |
| 2012  | L'Enfant Sauvage | Album metal de l'année,             | Nomination |
| 2012  | Mario Duplantier | Batteur de l'année ,                | Nomination |
| 2012  | Joe Duplantier   | Chanteur de l'année,                | Nomination |
| 2016  | Mario Duplantier | Meilleur batteur de l'année         | Nomination |
| 2016  | Joe Duplantier   | Meilleur chanteur de l'année        | Nomination |
| 2016  | Magma            | Meilleur album de metal             | Nomination |
| 2016  | Silvera          | Meilleure chanson metal             | Nomination |
| 2016  | Gojira           | Meilleur groupe de metal de l'année | Nomination |
| 2016  | Gojira           | Meilleur accomplissement scénique   | Nomination |
| 2017  | Mario Duplantier | Meilleur batteur,                   | Lauréat    |

### Metal HammerGolden Gods Awards
| Année | Travail nommé  | Catégorie                       | Résultat   |
| ----- | -------------- | ------------------------------- | ---------- |
| 2013  | Gojira         | Meilleur groupe en concert      | Lauréat    |
| 2016  | Joe Duplantier | Dimebag Darrell Shredder Award, | Nomination |
| 2017  | Magma          | Meilleur album                  | Lauréat    |

### Rhythm/MusicRadar Awards
| Année | Travail nommé    | Catégorie                 | Résultat   |
| ----- | ---------------- | ------------------------- | ---------- |
| 2016  | Mario Duplantier | Meilleur batteur de metal | Lauréat    |
| 2020  | Mario Duplantier | Meilleur batteur de metal | Nomination |
| 2021  | Mario Duplantier | Meilleur batteur de metal | Lauréat    |

### Autres
- 2012 : Mario Duplantier remporte le prix du Meilleur Batteur de Metal Moderne par MetalSucks[177].
- 2020 : Mario Duplantier est classé no 5 sur la liste de Revolver des « 5 Plus Grands Batteurs de Metal de Tous Les Temps »[178].
- 2021 : Mario Duplantier est classé no 21 sur la liste de Loudwire des « 66 Meilleurs Batteurs de Metal + Hard Rock de Tous Les Temps »[179].